# Coatbridge, Chryston and Bellshill (circonscription du Parlement britannique)
Circonscription parlementaire de la Chambre des communes
Coatbridge, Chryston and Bellshill est une circonscription électorale britannique située en Écosse.

## Liste des députés
| Élection | Élection | MP            | Parti              |
| -------- | -------- | ------------- | ------------------ |
|          | 2005     | Tom Clarke    | Parti travailliste |
|          | 2015     | Phil Boswell  | SNP                |
|          | 2017     | Hugh Gaffney  | Parti travailliste |
|          | 2019     | Steven Bonnar | SNP                |